# NGC 640
NGC 640 est une galaxie spirale située dans la constellation de la Baleine. NGC 640 a été découverte par l'astronome américain Francis Leavenworth en 1886.

## Caractéristiques
Sa vitesse par rapport au fond diffus cosmologique est de 7 220 ± 20 km/s, ce qui correspond à une distance de Hubble de 106,5 ± 7,5 Mpc (∼347 millions d'al).
À ce jour, une mesure non basée sur le décalage vers le rouge (redshift) donne une distance d'environ 151,600 Mpc (∼494 millions d'al). Cette valeur est à l'extérieur des valeurs de la distance de Hubble.
NGC 640 est une galaxie active de type Seyfert 2 (Sy2).